# Prometheus cochrus
Prometheus cochrus is een vlinder uit de familie Castniidae. De wetenschappelijke naam van de soort is, als Papilio cochrus, in 1787 door Johann Christian Fabricius gepubliceerd.
De soort komt voor in het Neotropisch gebied.

## Synoniemen
- Prometheus casmilus Hübner, 1824
- Castnia maris Dalman, 1824
- Castnia garbei Foetterle, 1902
- Castnia houlberti Rothschild, 1919